# Abd el-Sajjad Saadoun Nasser
Abd el-Sajjad Saadoun Nasser (* 19. Mai 1995) ist ein irakischer Leichtathlet, der sich auf den Zehnkampf spezialisiert hat und in dieser Disziplin aktuell Inhaber des irakischen Landesrekordes ist.

## Sportliche Laufbahn
Erste internationale Erfahrungen sammelte Nasser bei den Asienmeisterschaften 2019 in Doha, bei denen er mit neuem Landesrekord von 7110 Punkten den fünften Platz belegte. Zudem gewann er im selben Jahr mit 6837 Punkten die Bronzemedaille bei den Arabischen Meisterschaften in Kairo hinter dem Kuwaiter Majed Radhi al-Sayed und dem Ägypter Mustafa Mohamed Ramadan. 2021 gewann er bei den Arabischen Meisterschaften in Radès mit 7007 Punkten die Silbermedaille hinter dem Algerier Larbi Bourrada 2023 siegte er mit 6810 Punkten bei den Westasienmeisterschaften in Doha. Anschließend gewann er bei den Arabischen Meisterschaften in Marrakesch mit 6823 Punkten die Silbermedaille hinter dem Ägypter Ahmed Mahmoud Taher und gewann anschließend mit 6958 Punkten die Bronzemedaille bei den Panarabischen Spielen in Algier hinter den Algeriern Larbi Bourrada und Dhiae Cherif Boudoumi. Daraufhin startete er bei den Asienmeisterschaften in Bangkok, ging dort aber am zweiten Wettkampftag nicht mehr an den Start. Auch bei den Hallenasienmeisterschaften im Jahr darauf in Teheran musste er seinen Wettkampf vorzeitig beenden.
In den Jahren 2018, 2020 und 2021 wurde Saadoun Nasser irakischer Meister im Zehnkampf.

## Persönliche Bestleistungen
- Zehnkampf: 7271 Punkte: 12. April 2021 in Maschhad (irakischer Rekord)